# Condado de Lebrija

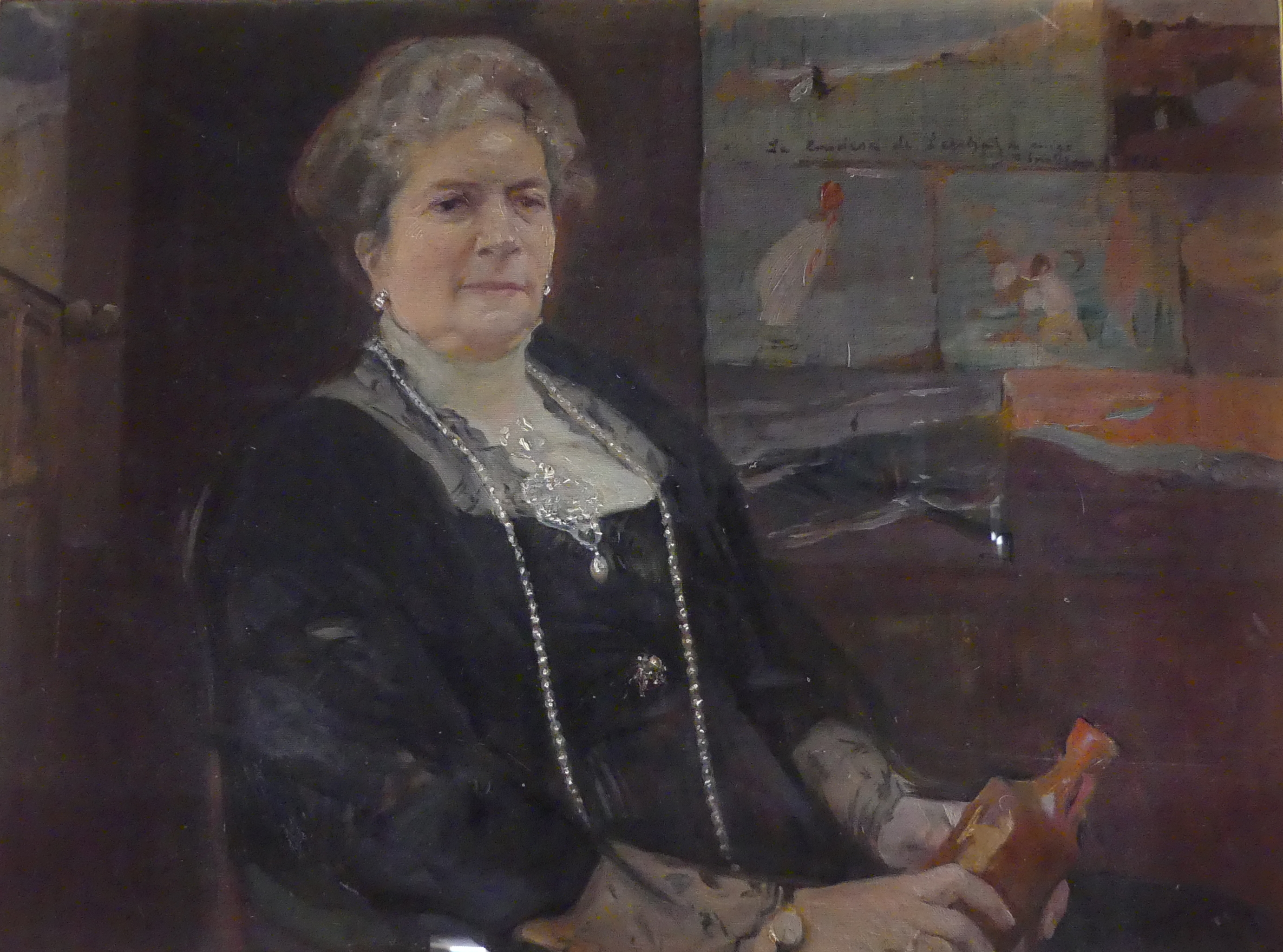
Retrato de Regla Manjón, condesa de Lebrija, realizado por Joaquín Sorolla en 1914. Palacio de la Condesa de Lebrija en Sevilla.

El condado de Lebrija es un título nobiliario español creado por Carlos II en 1697 a favor de Luis Pérez de Garayo y López de Robles, señor de la villa de Lebrija. Su nombre se refiere al municipio andaluz de Lebrija, en la provincia de Sevilla.

## Condes de Lebrija
|                                 | Titular                                           | Periodo                |
| Creación por Carlos II          | Creación por Carlos II                            | Creación por Carlos II |
| ------------------------------- | ------------------------------------------------- | ---------------------- |
| I                               | Luis Pérez de Garayo y López de Robles            | 1697-                  |
| II                              | Rafaela Pérez de Garayo y Ochoa                   | -1726                  |
| III                             | Juan Ortiz de Zúñiga y Pérez de Garayo            | 1726-1761              |
| IV                              | Luis Ortiz de Zúñiga y Pérez de Garayo            | 1761-1775              |
| V                               | Rafaela Ortiz de Zúñiga y Fernández de Valdespino | 1775-1811              |
| Rehabilitación por Alfonso XIII |                                                   |                        |
| VI                              | María Regla Manjón y Mergelina                    | 1912-1938              |
| VII                             | Ana María Manjón y Palacio                        | 1938-1984              |
| VIII                            | Eduardo de León y Manjón                          | 1985-1999              |
| IX                              | Mariano de León y Borrero                         | 2000-2001              |
| X                               | Eduardo Pascual de León y Chiris                  | 2002-actual titular    |

## Posesiones

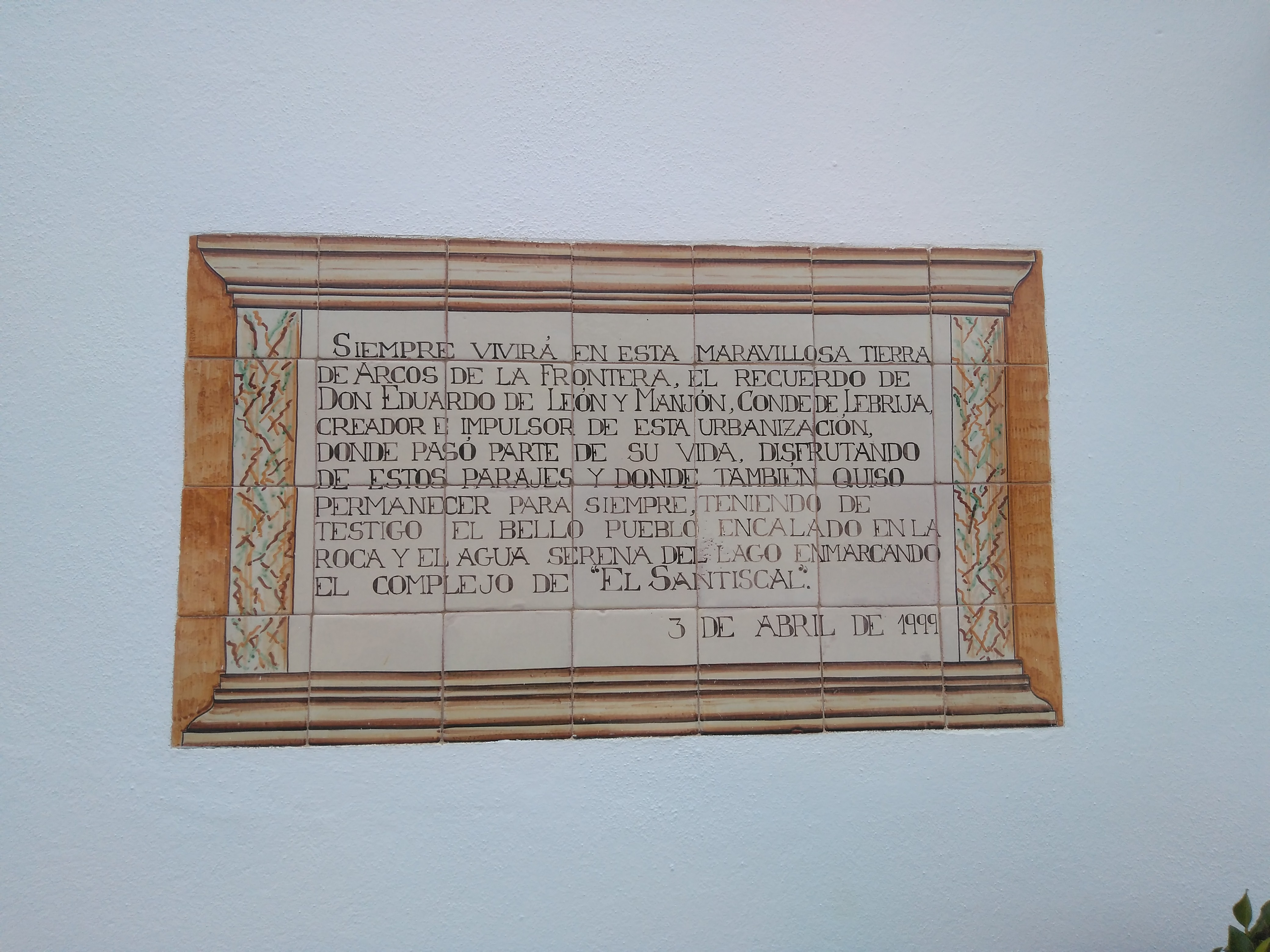
Placa en honor al Conde de Lebrija en Arcos de la Frontera.

Entre sus posesiones destacan algunas en Arcos de la Frontera, junto al pantano, donde descansan las cenizas de Eduardo de León y Manjón.